# Chiesa di San Girolamo (Bardi)
La chiesa di San Girolamo è un luogo di culto cattolico dalle forme barocche, situato a Comune Stradella, frazione di Bardi, in provincia di Parma e diocesi di Piacenza-Bobbio; è sede di una parrocchia compresa nel vicariato della Val Taro e Val Ceno.

## Storia
Il luogo di culto originario fu costruito in epoca medievale; la più antica testimonianza della sua esistenza risale al XIII secolo, quando la cappella fu citata tra le dipendenze della pieve di Gravago.
In epoca imprecisata la chiesa fu ristrutturata in forme barocche.
Nel 1900 il tempio fu solennemente consacrato dal vescovo di Piacenza Giovanni Battista Scalabrini.
Nel 1993 il luogo di culto fu sottoposto a lavori di restauro e decorazione degli interni a opera del pittore Tiziano Triani.

## Descrizione

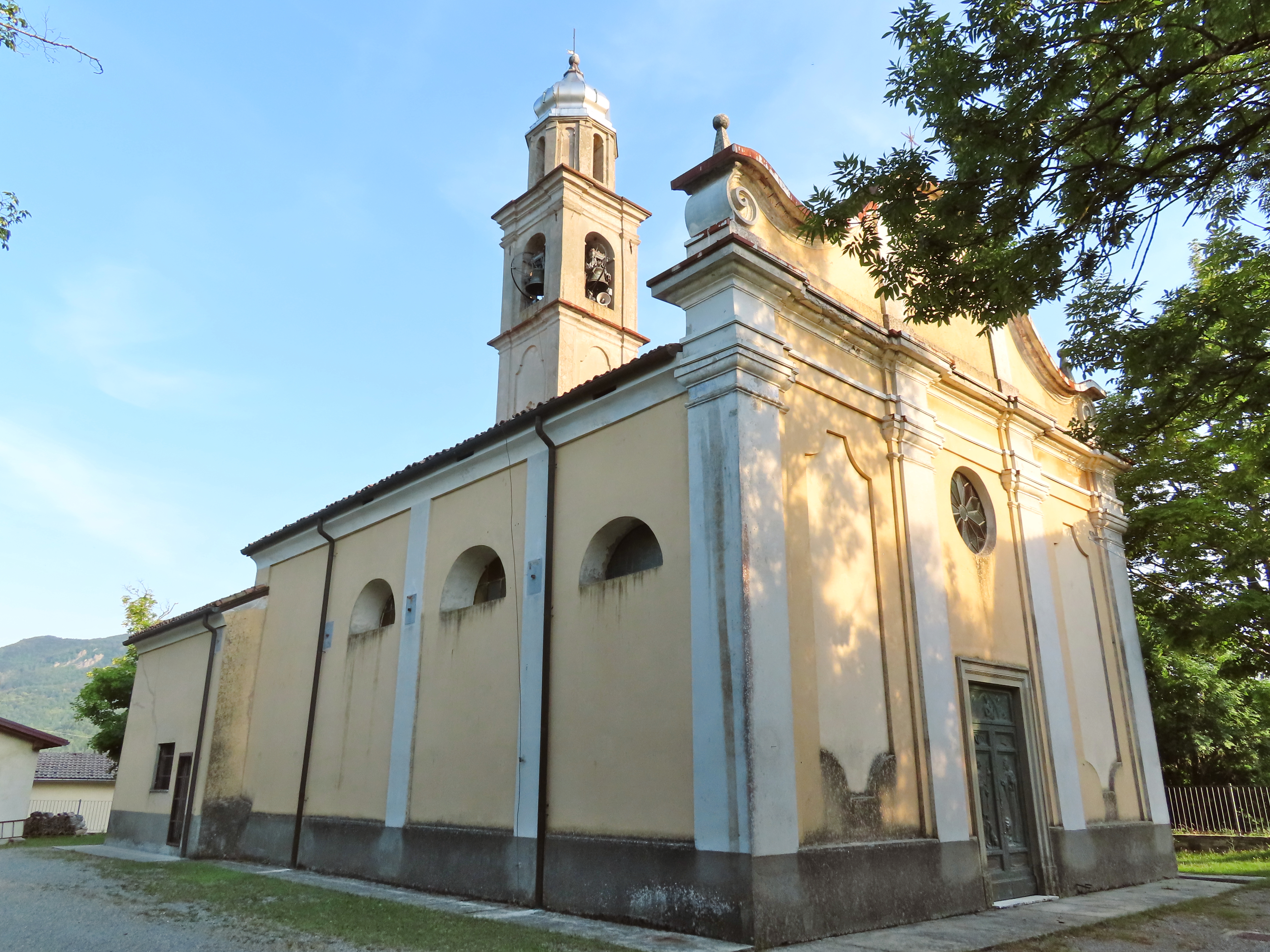
Facciata e lato nord

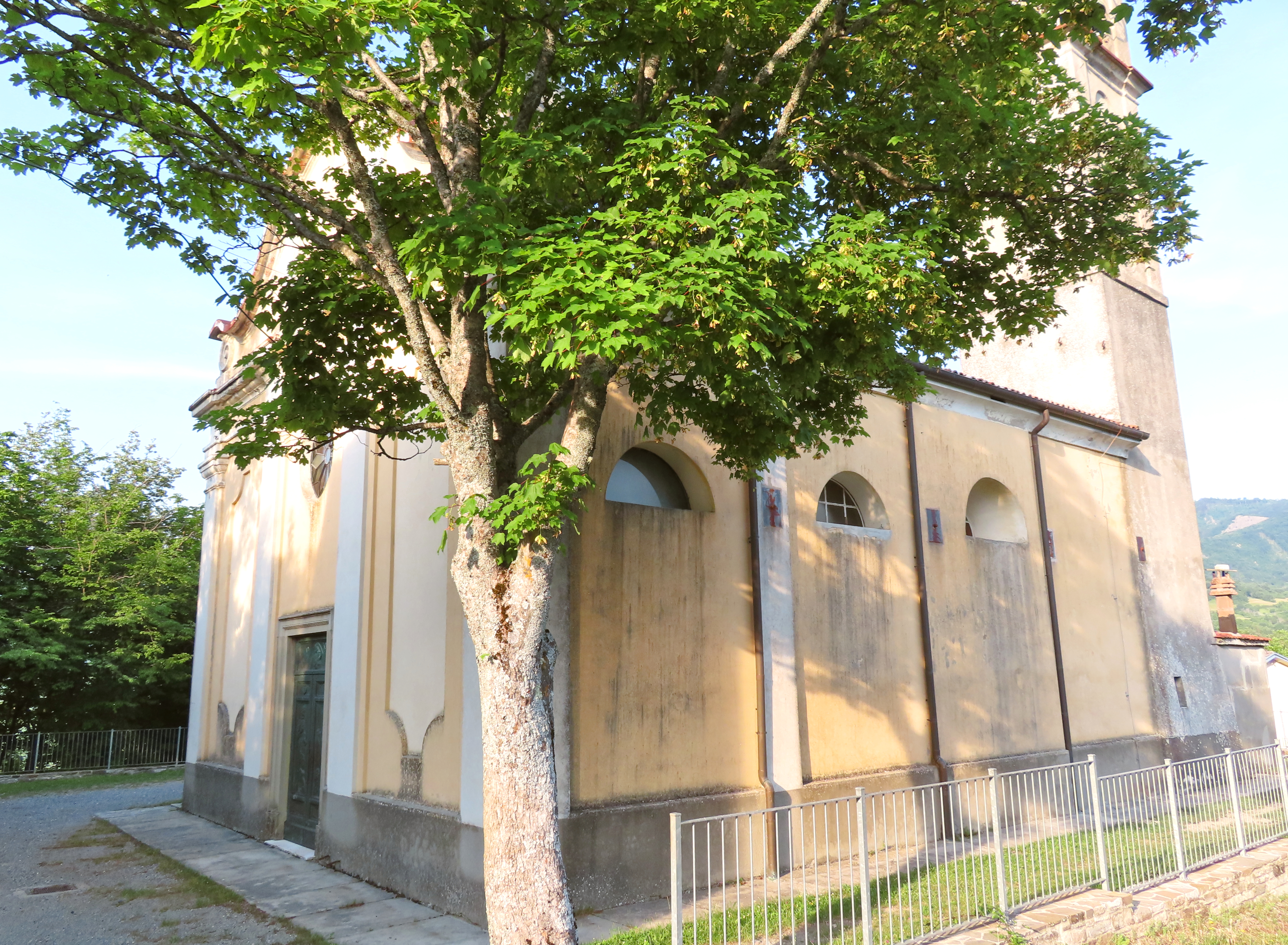
Facciata e lato sud

La chiesa si sviluppa su un impianto a navata unica affiancata da due cappelle per lato, con ingresso a ovest e presbiterio absidato a est.
La simmetrica facciata, interamente intonacata come il resto dell'edificio, è suddivisa orizzontalmente in due parti da un cornicione modanato in aggetto. Inferiormente si elevano su un basso basamento quattro lesene coronate da capitelli dorici; al centro è collocato l'ampio portale d'ingresso, delimitato da una cornice in pietra; in sommità si apre un rosone, mentre ai lati si trovano due specchiature con angoli smussati. Superiormente si ergono, in continuità con quelle centrali sottostanti, due lesene, a sostegno del frontone curvilineo di coronamento; ai lati due volute si raccordano con le estremità, ove si ergono due piccoli pinnacoli piramidali.

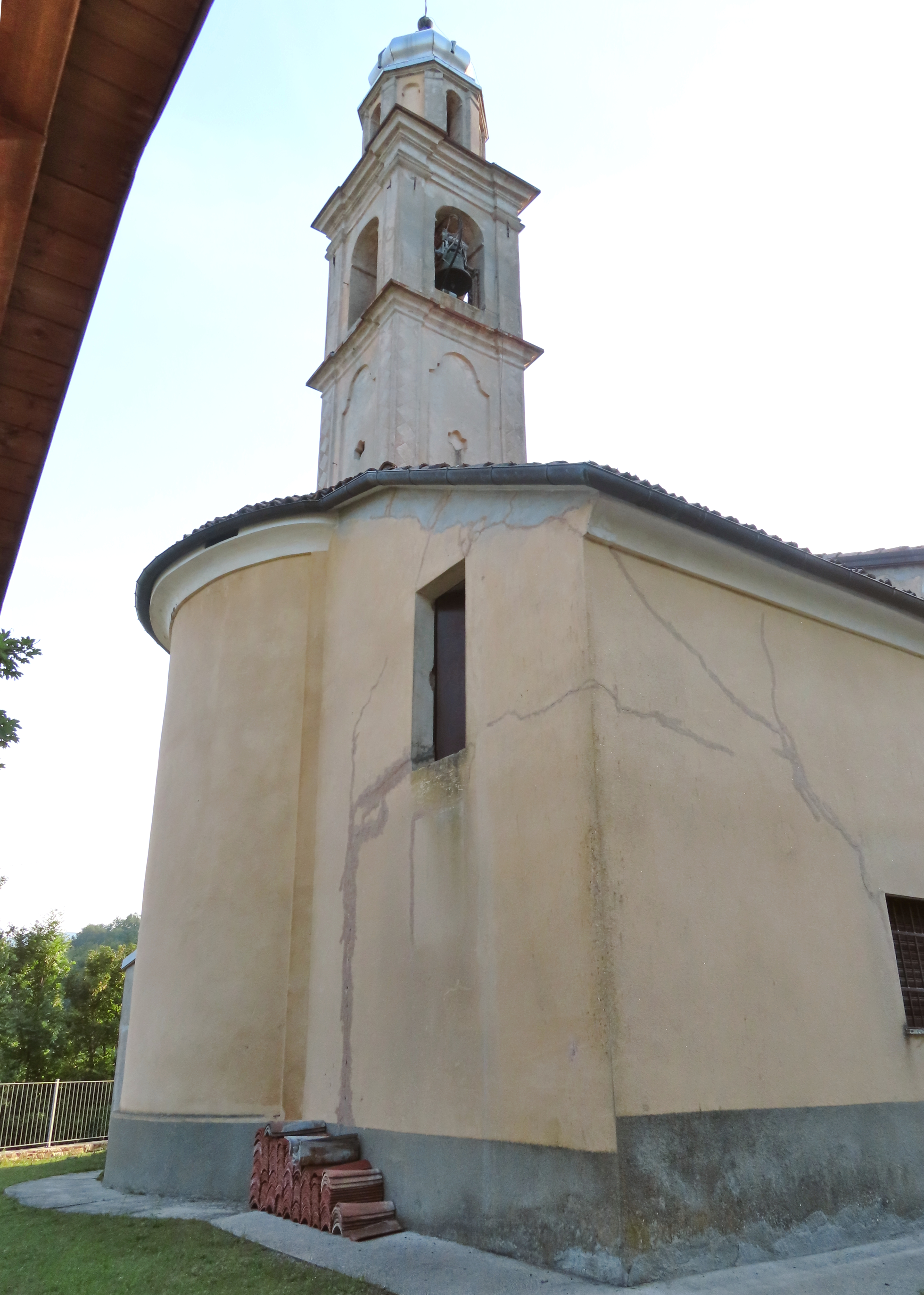
Abside

I fianchi sono scanditi da una serie di lesene e illuminati da tre finestre a lunetta poste in sommità; al termine del lato destro si erge su due ordini, suddivisi da una fascia marcapiano e ornati con specchiature rettangolari con angoli smussati, il campanile; la cella campanaria si affaccia sulle quattro fronti attraverso ampie monofore ad arco a tutto sesto, delimitate da lesene doriche; in sommità, oltre il cornicione perimetrale in aggetto, si eleva una lanterna a base ottagonale, decorata con lesene sugli spigoli e illuminata da quattro aperture a tutto sesto; a coronamento si erge una cupola a cipolla in rame.
All'interno la navata è coperta da una volta a botte lunettata, decorata con affreschi raffiguranti vari soggetti religiosi tra motivi floreali, eseguiti nel 1993 da Tiziano Triani; dai fianchi, scanditi da lesene doriche, si affacciano attraverso ampie arcate a tutto sesto le cappelle laterali, chiuse superiormente da volte a botte.
Il presbiterio, lievemente sopraelevato, è preceduto dall'arco trionfale, retto da massicce paraste doriche; l'ambiente, coperto da una volta a botte dipinta, accoglie l'altare maggiore a mensa in travertino, ornato con un paliotto scolpito con la raffigurazione della Cena di Emmaus, realizzata da Paolo Perotti nel 1993; sulla sinistra si trova l'ambone in travertino, decorato con un bassorilievo rappresentante un angelo, eseguito dallo stesso autore; sul fondo l'abside, chiusa superiormente dal catino con spicchi a vela lunettati, è scandita da lesene doriche.